# Филякин, Валентин Семёнович
Валенти́н Семёнович Филякин (род. 22 марта 1942, Куйбышев) — советский футболист, защитник, полузащитник.
Воспитанник московских «Крыльев Советов». В 1962 году дебютировал в московском «Торпедо», сыграв один матч в Кубке СССР. В 1963—1964 годах провёл 16 матчей в чемпионате. В 1965—1972 годах играл за горьковскую «Волгу», во второй и третьей по силе лигах в 249 матчах забил 48 голов.